# Ibotirama
Ibotirama là một đô thị thuộc bang Bahia, Brasil. Đô thị này có diện tích 1391,232 km², dân số năm 2007 là 24790 người, mật độ 17,8 người/km².